# Midsommarkrisen

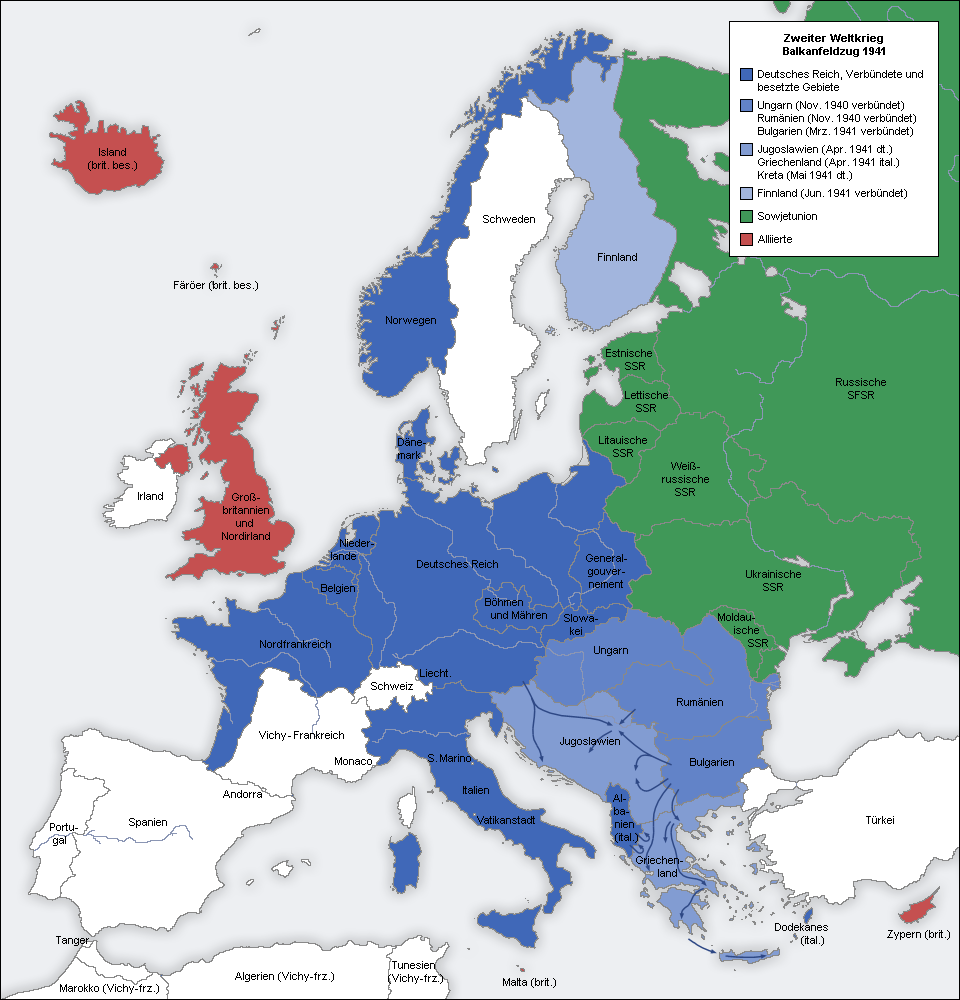
Sytuacja w Europie w czerwcu 1941

Midsommarkrisen (ze szwedzkiego „Kryzys przesilenia letniego”) – czterodniowy kryzys polityczny w Szwecji rozgrywający się w dniach 22–25 czerwca 1941, spowodowany niemieckim żądaniem umożliwienia przejazdu tranzytowego przez terytorium Szwecji do granicy z Finlandią w pełni uzbrojonej 163 Dywizji Piechoty III Rzeszy przy wykorzystaniu szwedzkiego taboru kolejowego. Niemieckie żądania były następstwem rozpoczętej agresji na ZSRR i związaną z tym potrzebą gromadzenia wojsk w celu ataku od strony Finlandii. W wyniku tych żądań polityka neutralności Szwecji została zachwiana. Odmowa Niemcom groziła wciągnięciem słabo uzbrojonej Szwecji w wojnę, natomiast zgoda na niemieckie żądania oznaczała opowiedzenie się po stronie III Rzeszy, wbrew wcześniej deklarowanej przez Szwecję neutralności, przez naruszenie ustaleń V konwencji haskiej regulującej prawa i obowiązki państw neutralnych. Zarówno w szwedzkim rządzie, jak i w parlamencie, nastąpił podział na zwolenników i przeciwników udzielenia zgody na tranzyt. Po burzliwej debacie, na zasadzie wyjątku, rząd Szwecji wyraził zgodę na transport niemieckiej dywizji. W wyniku tej decyzji od 25 czerwca do 12 lipca 1941 Szwedzkie Koleje Państwowe przetransportowały 14 712 żołnierzy i personelu pomocniczego oraz sprzęt wojskowy 163 Dywizji Piechoty do granicy z Finlandią.
Nazwa kryzysu pochodzi od świąt przesilenia letniego (Midsommar), które w Szwecji są okresem świątecznym uroczyście obchodzonym i wolnym od pracy.

## Sytuacja polityczna w Szwecji przed kryzysem
Od początku II wojny światowej Szwecja deklarowała neutralność wojenną, jednak w całym tym okresie szwedzki rząd zmuszony był do manewrowania polityką zagraniczną kraju, by utrzymać jego niezależność. Polityka rządu wielokrotnie była przedmiotem krytyki, a przez to Szwecja często była zastraszana i izolowana przez wiele państw. Głównym celem rządu było zachowanie suwerenności kraju przez uniknięcie wciągnięcia w konflikt wojenny, co ostatecznie zostało osiągnięte.
W dniu agresji III Rzeszy na Polskę, zarówno Szwecja, jak i pozostałe kraje nordyckie, ogłosiły pełną neutralność wojenną. Deklaracja neutralności nakładała na państwo pewne prawa i obowiązki, których należało przestrzegać według konwencji haskich z 1907. Regulowały to zapisy V konwencji haskiej dotyczące praw i obowiązków państw neutralnych w razie wojny lądowej i XIII konwencji haskiej dotyczącej praw i obowiązków państw neutralnych w razie wojny morskiej. Zapisy te m.in. zobowiązywały państwo neutralne do niedopuszczenia, by któraś ze stron konfliktu korzystała z jego terytorium w celu prowadzenia działań wojennych. Również strony konfliktu powinny respektować terytorium państwa neutralnego według zapisów konwencji.

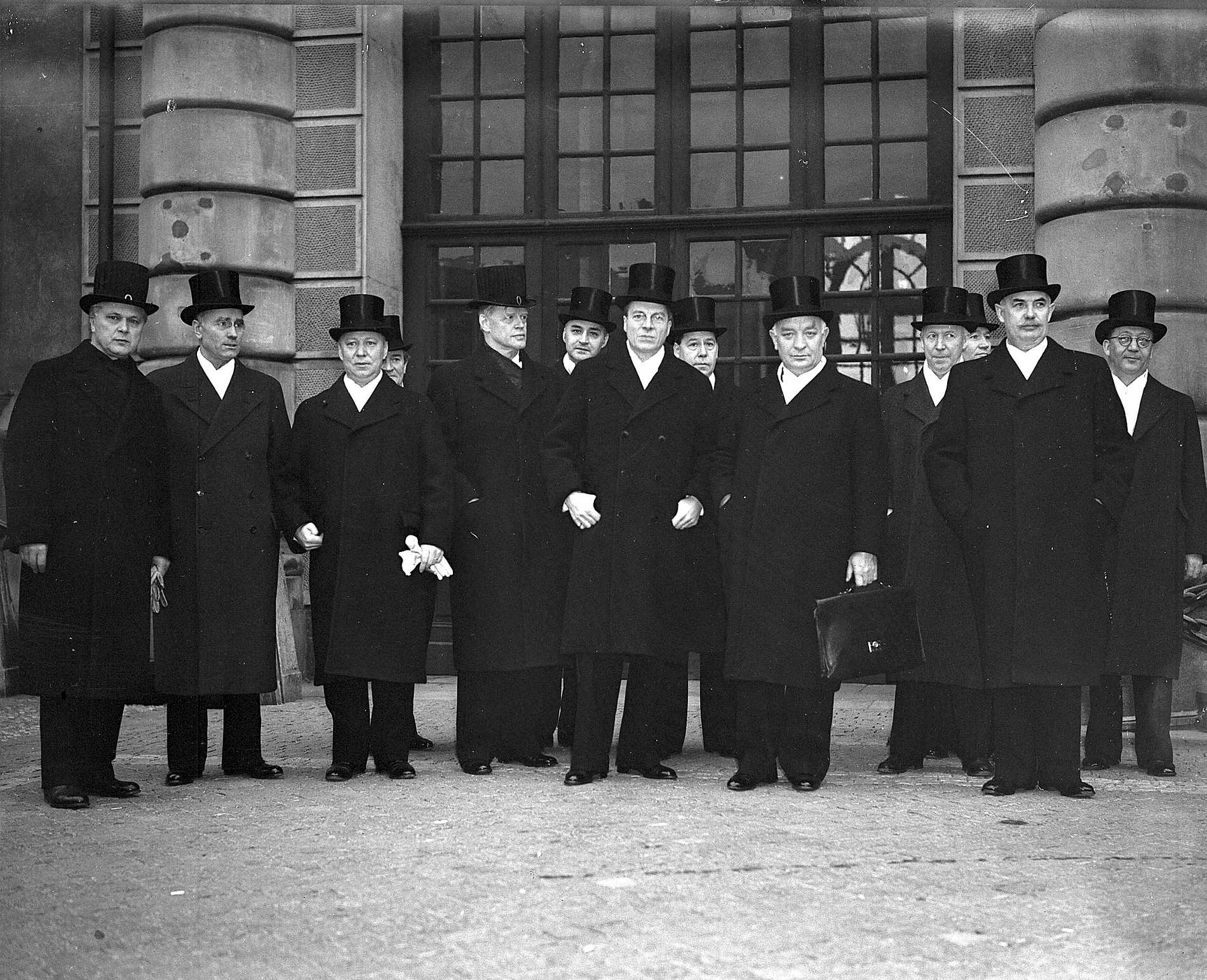
Nowo wybrany rząd koalicyjny przed zamkiem w Sztokholmie w grudniu 1939. Od lewej: Bagge, Andersson, Bergquist, Möller, Westman, Quensel, Günther, Domö, premier Hansson, Wigforss, Sköld, Pehrsson-Bramstorp i Eriksson

Po agresji Związku Radzieckiego na Finlandię, w grudniu 1939, socjaldemokratyczny premier Szwecji Per Albin Hansson uznał, że sytuacja jest krytyczna i powołał rząd porozumienia narodowego, w skład którego weszli przedstawiciele czterech największych partii politycznych w Riksdagu. Poza rządzącą Szwedzką Socjaldemokratyczną Partią Robotniczą w rządzie znaleźli się przedstawiciele centroprawicowej opozycji: Partii Prawicy, Związku Chłopskiego i Ludowej Partii Liberałów, a poza rządem pozostały jedynie dwie małe partie komunistyczne. Taka koalicja miała ograniczyć możliwość niemieckiej ingerencji w politykę Szwecji, jako że Hitler uważał szwedzkich socjaldemokratów, jak w skrócie nazywano partię rządzącą, za partię marksistowską. Głównym zadaniem nowego rządu stało się utrzymanie niezawisłości i neutralności Szwecji przez niedopuszczenie do czynnego zaangażowania się kraju w działania wojenne. Żeby osiągnąć ten cel, rząd miał podejmować wszystkie decyzje jednomyślnie, z należytą ostrożnością i ponad wszelkimi podziałami partyjnymi i ideologicznymi. Stanowisko ministra spraw zagranicznych w nowym rządzie Per Albin Hansson powierzył niezwiązanemu z żadnym ugrupowaniem, mającemu jednak bardzo duże doświadczenie w dyplomacji, Christianowi Güntherowi.
Podczas trwania wojny zimowej Szwecja deklarowała neutralność i żeby jej nie złamać, rząd Szwecji ograniczył działania na rzecz Finlandii do pomocy humanitarnej i organizacji oddziałów ochotniczych. W tym czasie politycy z Perem Albinem Hanssonem na czele mieli pełne poparcie społeczne. Symbolem jedności narodu był król Gustaw V, a słaba armia z początku wojny była systematycznie rozbudowywana. Nieliczne organizacje nazistowskie i faszystowskie były zbyt słabe, żeby mieć jakikolwiek wpływ na politykę kraju.
Gdy w kwietniu 1940 Niemcy zaatakowały dwa inne neutralne kraje nordyckie: Danię i Norwegię, okazało się, że sama deklaracja neutralności nie chroni przed agresją III Rzeszy. Żeby utrzymać Szwecję z dala od konfliktu, rząd był zmuszony do podjęcia wielu szybkich i trudnych decyzji. Przykładem takiej decyzji była umowa zawarta między Szwecją i III Rzeszą zezwalająca na przejazd koleją przez terytorium Szwecji do okupowanej Norwegii i z powrotem żołnierzy niemieckich. Początkowo transport miał obejmować jedynie chorych i rannych. W rzeczywistości jednak Niemcy transportowały w pełni uzbrojone wojsko, a nawet sprzęt wojskowy. Po tym, jak w marcu 1941, wbrew wcześniejszym ustaleniom, Niemcy zaczęły wysyłać znacznie więcej personelu do Norwegii niż w przeciwnym kierunku, w Szwecji nastąpił wzrost gotowości obronnej, a szwedzki rząd zaostrzył ton w stosunku do III Rzeszy. 10 marca 1941 minister Christian Günther zagroził Niemcom zerwaniem umowy zezwalającej na transport w przypadku, gdy nie dojdzie do wyrównania liczby osób przemieszczających się do Norwegii i w przeciwnym kierunku. Gdy wkrótce po tym Niemcy poprosiły o zezwolenie na transport 10 tys. ludzi, Günther bez wahania odmówił.

## Przebieg wydarzeń
Wiosną 1941 szwedzkie dowództwo wojskowe otrzymało pierwsze informacje o możliwości ataku Niemiec na ZSRR, co stało się przyczyną zmiany kierunku szwedzkiej polityki zagranicznej. Wybór między Niemcami i Związkiem Radzieckim nie był trudny, ponieważ w Szwecji w tym czasie bardziej obawiano się bolszewizmu. W efekcie próbowano przekonać Niemców o szwedzkiej otwartości i możliwości współpracy. Z protokołu attaché wojskowego ambasady III Rzeszy w Sztokholmie Brunona von Uthmanna wynika, że 24 maja 1941 Christian Günther spotkał się ze specjalnym wysłannikiem Hitlera (envoyé) Karlem Schnurrem i zapewnił go o możliwości większych ustępstw ze strony Szwecji w przypadku ataku III Rzeszy na ZSRR. W związku z tym oświadczeniem, Niemcy wciągnęły Szwecję do swoich planów w przygotowaniach do operacji „Barbarossa”. 5 czerwca niemieckie dowództwo zaplanowało transport dywizji z okupowanej Norwegii do Finlandii przez terytorium Szwecji, mając nadzieję, że Szwedzi nie będą zasłaniać się argumentem o neutralności w czasie wojny niemiecko-radzieckiej. Była to jednocześnie okazja dla Niemców do sprawdzenia, w jakim kierunku zmierza szwedzka polityka zagraniczna. W tym czasie w Szwecji coraz częściej debatowano nad rolą kraju w przyszłej Europie w pełni kontrolowanej przez nazistów.
21 czerwca 1941 Szwedzi byli w trakcie przygotowań do świąt przesilenia letniego. Kilku członków rządu już przebywało na urlopie w swoich domach letniskowych poza miastem. Na ten wieczór Per Albin Hansson zaprosił na brydża znajomych, wśród których był Christian Günther, z którym premier utrzymywał jeszcze dobre stosunki towarzyskie. Spotkanie przebiegło w miłej atmosferze, a premier położył się dopiero ok. drugiej w nocy. Godzinę później Adolf Hitler nadał hasło Dortmund, będące znakiem do rozpoczęcia ataku Niemiec na ZSRR. Wkrótce informacja o tym zaczęła docierać do szwedzkiego dowództwa wojskowego i polityków.

### 22 czerwca

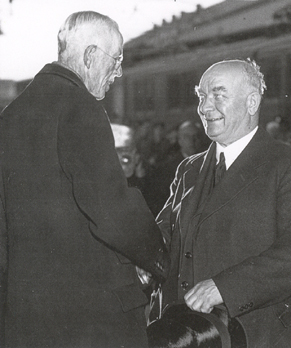
Król Gustaw V (z lewej) i premier Per Albin Hansson w 1941. Główne postacie kryzysu przesilenia letniego

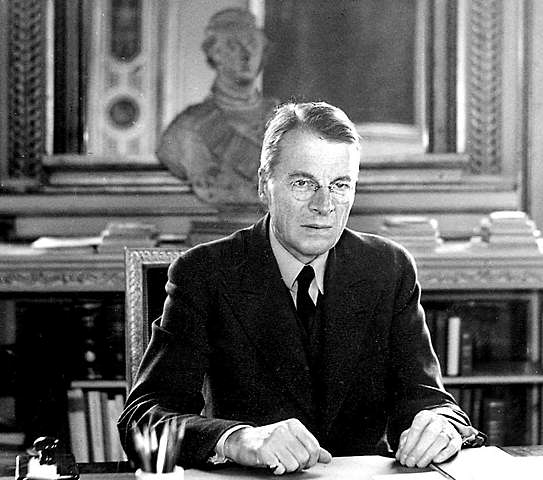
Christian Günther – bezpartyjny minister spraw zagranicznych w III rządzie Hanssona

Premier Per Albin Hansson otrzymał informację o niemieckim ataku na ZSRR ok. godz. 5.00. Jednocześnie dowiedział się o prośbie niemieckiego dowództwa wojskowego o udostępnienie wolnych korytarzy powietrznych nad Szwecją dla samolotów Luftwaffe. Od razu wezwał do siedziby rządu wszystkich ministrów, którzy jeszcze pozostali w Sztokholmie.
O 8.00 doszło do spotkania naczelnego dowódcy szwedzkich sił zbrojnych Olofa Thörnella z szefem obrony przeciwlotniczej, premierem, ministrem spraw zagranicznych i ministrem obrony Perem Edvinem Sköldem. Omawiano niemiecką prośbę o przyznanie Niemcom wolnych korytarzy powietrznych i uznano, że w tej sytuacji prośba nie jest zbyt wygórowana i postanowiono ją zaakceptować.
O 8.30 do Ministerstwa Spraw Zagranicznych przybył Karl Schnurre w towarzystwie ambasadora III Rzeszy w Sztokholmie Viktora Prinza zu Wieda i wręczył Christianowi Güntherowi memorandum zawierające niemieckie żądania wobec Szwecji, z których najistotniejszym było pierwsze: Szwecja miała udostępnić swoją infrastrukturę kolejową oraz tabor kolejowy dla tranzytu 163 Dywizji Piechoty III Rzeszy z okupowanej Norwegii do Finlandii. Jednocześnie Schnurre dał do zrozumienia, że odmowa ze strony szwedzkiego rządu zostanie potraktowana jako działanie nieprzyjacielskie. Günther zrozumiał, że w tej sytuacji Szwecja powinna okazać Niemcom dobrą wolę w walce z bolszewizmem, żeby nie podzielić losu Danii i Norwegii. W depeszy nadanej do Berlina, Karl Schnurre zaznaczył, że szwedzki minister, zgodnie z oczekiwaniami, wyraził zrozumienie dla wszystkich niemieckich żądań militarnych. Jeszcze na tym spotkaniu padło pytanie, jak Günther poradzi sobie z oponentami w szwedzkim rządzie, głównie antynazistowskimi socjaldemokratami, do których należał m.in. minister finansów Ernst Wigforss. Kluczem do sukcesu miało być zjednanie sobie dla sprawy socjaldemokratycznego premiera – Pera Albina Hanssona. Günther w tym celu postanowił szukać wsparcia u króla Gustawa V.
Po spotkaniu z Karlem Schnurrem Christian Günther nie poszedł od razu na posiedzenie nerwowo oczekującego rządu, lecz udał się prosto do zamku na spotkanie z królem Gustawem V. Po półgodzinnej wymianie zdań do króla wezwano premiera Pera Albina Hanssona. Dokładna treść tych rozmów nie jest znana. Per Albin Hansson później kilkukrotnie zaznaczał, że w trakcie rozmowy król zagrozić miał abdykacją w przypadku nieudzielenia przez rząd Szwecji zgody na niemieckie żądania.
Na posiedzenie rządu, które rozpoczęło się ok. 12.00, przyszło jedynie 7 członków obecnych w tym czasie w Sztokholmie. Minister spraw zagranicznych przedstawił niemieckie żądania jako nic złego, a wręcz jako pozytywny dowód na to, że Szwecja jest odbierana jako przyjaciel zarówno przez III Rzeszę, jak i Finlandię. Schnurre jasno dał Güntherowi do zrozumienia, że Finlandia wkrótce przystąpi do natarcia na ZSRR i w tej sytuacji Szwecja powinna nagiąć swoją politykę neutralności i opowiedzieć się po stronie Finlandii i Niemiec, jak również ułatwić im transport żołnierzy i sprzętu wojskowego. Następnie głos zabrał premier i opowiedział o spotkaniu z królem, wspominając o możliwości abdykacji, która miałaby katastrofalne konsekwencje zarówno dla szwedzkiej polityki zagranicznej, jak i dla stabilności rządu koalicyjnego. Zaznaczył przy tym, że decyzja o abdykacji nie została jeszcze podjęta.
Po zebraniu rządu Christian Günther ponownie przyjął Karla Schnurrego i poinformował go, że ze względu na okres świąteczny odpowiedź dotyczącą możliwości tranzytu 163 Dywizji przekaże mu 26 czerwca. Gdy Schnurre stwierdził, że to stanowczo za późno, Günther obiecał przyspieszyć, w miarę możliwości, procedurę wydania zezwolenia. Od Günthera Karl Schnurre udał się do sekretarza stanu Erika Bohemana. Tematem ich dyskusji było głównie zaplanowanie rozpoczęcia rozmów z dyrekcją kolei państwowych dotyczących transportu niemieckiej dywizji.
Wieczorem Günthera odwiedził ambasador Finlandii w Sztokholmie Jarl Axel Wasastjerna i podkreślił znaczenie niemieckich oczekiwań dla Finlandii, która nie rozpoczęła jeszcze wojny z ZSRR i nadal utrzymywała neutralność. Szwedzi jednak już znali szczegóły planów fińsko-niemieckiego ataku.

### 23 czerwca
23 czerwca o 10.00 rozpoczęło się posiedzenie rządu, w którym uczestniczyli już wszyscy jego członkowie. Per Albin Hansson od razu przeszedł do debaty nad możliwością uzyskania jednomyślności dla opcji odmowy Niemcom. W przypadku braku jednomyślności powinno się zaakceptować zgodę na niemieckie żądania, nie ryzykując abdykacji króla. Posiedzenie przerwano ustalając, że dalszy ciąg dyskusji odbędzie się po zebraniu Rady Polityki Zagranicznej. Ustalono przy tym, że Günther poprosi króla, aby ten nie wydawał żadnej deklaracji na posiedzeniu Rady, tylko cierpliwie oczekiwał na przebieg wydarzeń. Christian Günther już wówczas prawdopodobnie był pewien ostatecznej zgody rządu na tranzyt, gdyż w międzyczasie zorganizował spotkanie szwedzkich i niemieckich oficerów w celu przygotowań organizacyjnych do transportu 163 Dywizji Piechoty.
O 14.00 zebrała się Rada Polityki Zagranicznej złożona z członków rządu i Riksdagu. W obradach rady uczestniczył również król Gustaw V i następca tronu, książę Gustaw Adolf. Dyskusja była bardzo burzliwa, a zdania podzielone. Christian Günther kładł duży nacisk na pomoc Finlandii. Byli socjaldemokratyczni ministrowie spraw zagranicznych Östen Undén i Rickard Sandler opowiedzieli się za odmową udzielenia zgody. Sandler, który stracił stanowisko po tym, jak entuzjastycznie chciał pomóc Finlandii w czasie wojny zimowej, stwierdził, że tym razem naprawdę nie chodzi o pomoc Finlandii, tylko o atak na ZSRR. Liderzy trzech partii centroprawicowych Ludowej Partii Liberałów – Gustaf Andersson, Związku Chłopskiego – Axel Pehrsson-Bramstorp i Partii Prawicy – Gösta Bagge wyrazili swoje poparcie dla niemieckich żądań. Premier Per Albin Hansson ograniczył swoją wypowiedź do zakomunikowania, że rząd jeszcze nie podjął jednomyślnej decyzji i czeka na decyzję parlamentu. Na zakończenie obrad głos zabrał Gustaw V i powiedział, że zarówno on, jak i następca tronu zgadzają się z punktem widzenia ministra spraw zagranicznych. Po zakończeniu obrad Rady dyskusja przeniosła się przed budynek Riksdagu, gdzie przerodziła się w zwykłą awanturę uliczną. Socjaldemokrata Ivan Pauli oskarżał prawicę o kapitulację wobec niemieckich żądań.
Późnym popołudniem doszło do ponownego spotkania Christiana Günthera z Karlem Schnurrem. Günther, nie czekając na oficjalną zgodę rządu, o 18.30 samodzielnie podjął decyzję o przekazaniu nowych instrukcji dla Statens Järnvägar dotyczących umów z niemieckimi oficerami transportowymi. Transport miał się odbywać ze stacji Charlottenberg w prowincji Värmland i obejmować łącznie siedemdziesiąt składów kolejowych. Stacją docelową była Haparanda-Tornio, gdzie dziennie miało przyjeżdżać 8 pociągów.

### 24 czerwca
O 11.15 Per Albin Hansson spotkał się ze swoim ministrem spraw zagranicznych, żeby przedyskutować nadchodzące wydarzenia polityczne, a mianowicie serię spotkań klubów parlamentarnych, które miały podjąć decyzję o tym, jak głosować nad wnioskiem. Wyniki głosowań miały być podstawą do późniejszej decyzji rządu. Do uzyskania konsensusu dla jednej z opcji potrzebna była jednomyślność wszystkich czterech klubów. Premier zdawał sobie sprawę z tego, że kluby centroprawicowe będą głosowały za udzieleniem zgody na tranzyt. Musiał więc znaleźć sposób na przekonanie socjaldemokratów, żeby głosowali podobnie, by nie dopuścić do rozpadu rządu. Konieczność sformowania nowego gabinetu i odmowa niemieckim żądaniom mogły być pretekstem dla III Rzeszy do ataku na Szwecję, a za taką sytuację obwiniono by socjaldemokratów i ich lidera.
Wszystkie kluby parlamentarne rozpoczęły obrady o 14.00. Grupa socjaldemokratycznych parlamentarzystów po pięciogodzinnej debacie zdecydowała stosunkiem głosów 159 do 2 o sprzeciwie wobec niemieckich żądań. Wówczas szwedzki premier zabrał głos, twierdząc, że na pewno nie da się uzyskać jednomyślności dla opcji odmowy, jako że zarówno król, jak i następca tronu popierają zdanie ministra spraw zagranicznych. Król wyraźnie dał do zrozumienia, że szybciej zrzeknie się tronu niż narazi kraj na wojnę. Per Albin Hansson jednocześnie winą za zaistniałą sytuację obarczył Christiana Günthera. Po tym zarządził nowe głosowanie przy założeniu, że pozostałe kluby parlamentarne opowiedzą się za zgodą na tranzyt. Tym razem 59 parlamentarzystów było przeciw, 75 za, a 27 wstrzymało się od głosu. Jednocześnie kluby parlamentarne wszystkich partii centroprawicowych opowiedziały się za wydaniem zgody na niemieckie żądania.
O 19.00 rozpoczęło się posiedzenie rządu. Centroprawicowi członkowie rządu już czekali na socjaldemokratów. Po prezentacji wyników głosowań we wszystkich klubach parlamentarnych Per Albin Hanson zaatakował Günthera, zarzucając mu zbytnią pobłażliwość dla Niemców. W ten sposób wykorzystał swojego ministra, żeby pomniejszyć własny udział w ostatecznej decyzji w oczach partyjnych kolegów. Do oskarżeń przyłączył się Rikard Sandler, twierdząc, że Günther świadomie i celowo wciąga Szwecję w politykę III Rzeszy. Atmosfera dyskusji była bardzo napięta i premier wielokrotnie musiał przywoływać członków rządu do porządku. Rząd wydał zgodę na transport 163 Dywizji gen. Engelbrechta. Per Albin Hansson zaznaczył, że ta zgoda nie oznacza początku dalszych uległości, ponieważ jest jednorazowa. W przyszłości miało się okazać, jak ważne było podkreślenie jednorazowości tej decyzji. Ustalono przy tym, że tranzyt będzie się odbywał pod szwedzkim nadzorem, a broń będzie umieszczona w oddzielnych wagonach.
Jeszcze tego samego dnia armia niemiecka w Norwegii – AOK Norwegen otrzymała potwierdzenie o transporcie 163 Dywizji do Finlandii koleją przez Szwecję.

### 25 czerwca

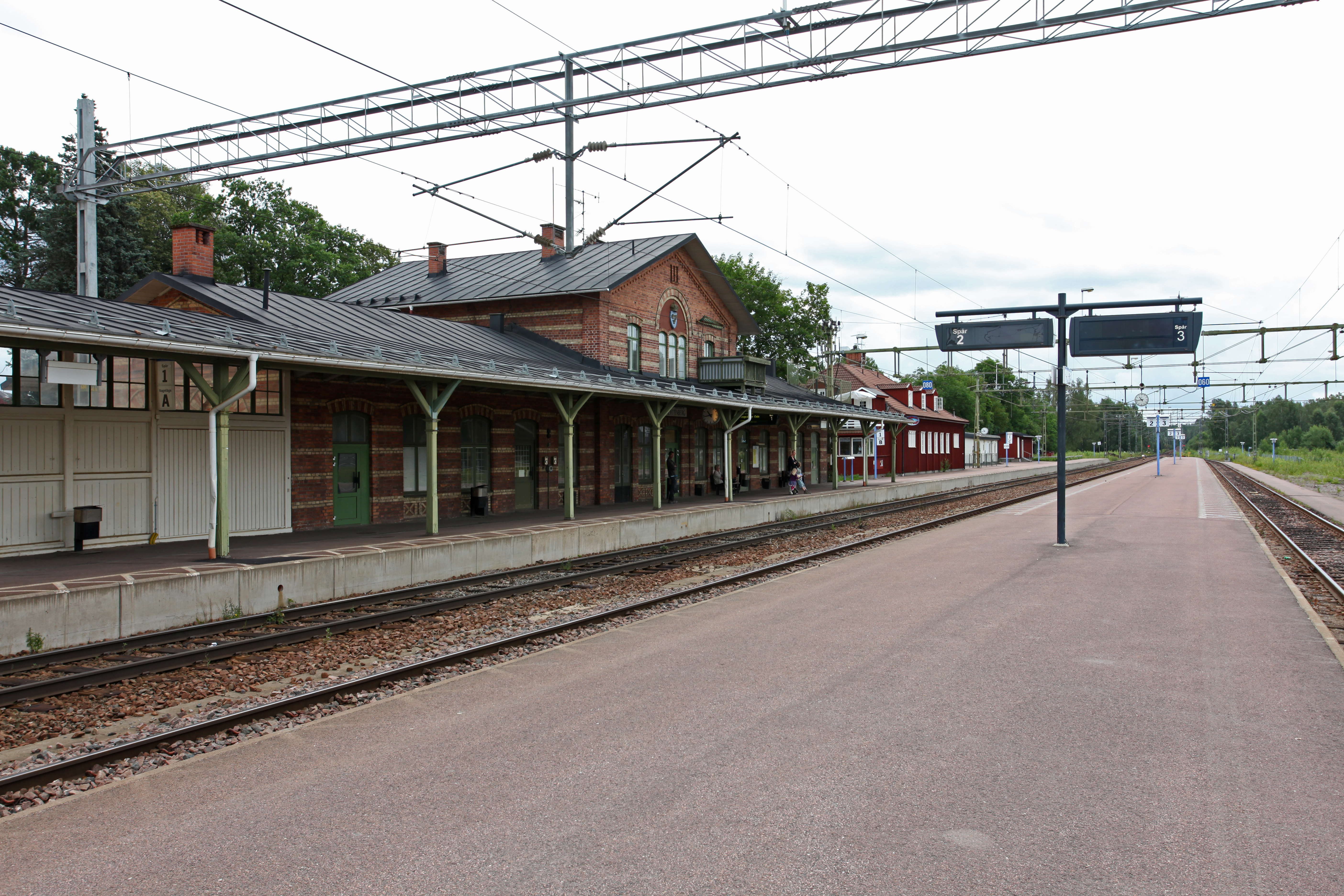
Stacja kolejowa Charlottenberg w prowincji Värmland przy granicy z Norwegią

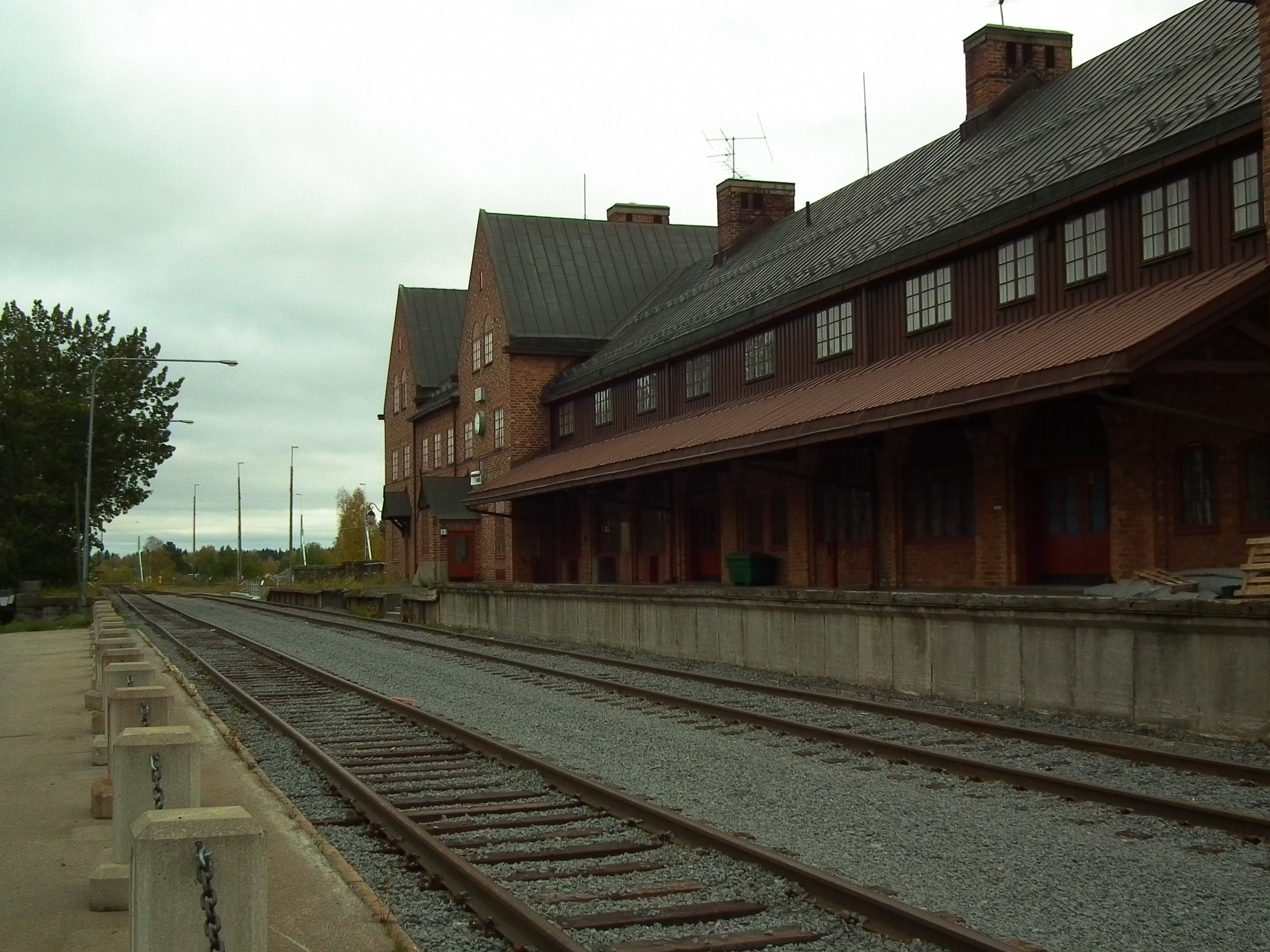
Stacja kolejowa Haparanda na granicy szwedzko-fińskiej

Wczesnym rankiem 25 czerwca 163 Dywizja Piechoty III Rzeszy otrzymała rozkaz wyjazdu pierwszego transportu po południu tego samego dnia. Szwecja powołała 15 tys. ludzi do ochrony i nadzoru transportu. Celowo wybrano do tego najroślejszych żołnierzy, którzy mieli zrobić odstraszające wrażenie na wojsku niemieckim. W Szwecji o 15.10 wydano rozkazy dotyczące przygotowań na przyjęcie pierwszych niemieckich wagonów na terytorium kraju tego samego wieczoru.
O 8.00 rozpoczęto przygotowanie deklaracji określającej stanowisko rządu, które miało być przedstawione w Riksdagu. Zaznaczono w nim informację o tym, że ze względu na wybuch nowej wojny i związane z tym żądania III Rzeszy i Finlandii, rząd Szwecji zdecydował się zgodzić na tranzyt 163 Dywizji Piechoty i prosi parlament o zaakceptowanie tej decyzji. Tajne obrady parlamentu rozpoczęły się o 11.00. W komunikacie z obrad Riksdagu ogłoszono wyrażenie poparcia dla decyzji rządu.
Aby decyzja miała moc konstytucyjną, musiała jeszcze zostać zatwierdzona na Posiedzeniu Rady Gabinetowej (szw. Konselj), która zebrała się o 15.30. Rząd oficjalnie wydał zgodę na tranzyt 163 Dywizji przez terytorium Szwecji, jednocześnie decyzje dotyczące pozostałych niemieckich żądań odłożono na późniejszy termin. Król Gustaw V podziękował rządowi, a w szczególności premierowi i ministrowi spraw zagranicznych, za podjęcie według niego, słusznej decyzji.
Po południu Gustaw V spotkał się z niemieckim ambasadorem Viktorem Prinzem zu Wiedem, a Christian Günther – z Karlem Schnurrem. Oficjalnie przekazali swoim niemieckim rozmówcom decyzję rządu, podkreślając, że dotyczy ona tylko i wyłącznie tego jednego przypadku i nie może być w przyszłości uznawana za precedens. W tym czasie pierwszy transport był już w drodze do granic Szwecji. Po tym wydarzeniu słowo „neutralność” zniknęło z oficjalnego języka w Szwecji na pół roku. Tego samego wieczoru rząd Szwecji otrzymał informację o ataku radzieckiego lotnictwa na fińskie miasta. Wojna kontynuacyjna stała się faktem.
Pociąg wiozący pierwszych z 14 712 żołnierzy z 163 Dywizji Piechoty wjechał na stację Charlottenberg 25 czerwca o 22.56. W czasie godzinnej przerwy generał Erwin Engelbrecht ceremonialnie okazał Szwedom wdzięczność. Dziesięcioosobowa kompania reprezentacyjna z generałem na czele oddała honory szwedzkiemu oficerowi odpowiedzialnemu za nadzór transportu.

## Następstwa i sytuacja po kryzysie
Kryzys przesilenia letniego przyczynił się do wielu zmian w szwedzkiej polityce zagranicznej. Rząd Szwecji zaostrzył ton wobec III Rzeszy, która nie mogła już liczyć na daleko idące ustępstwa Szwedów. Największym przegranym kryzysu był Christian Günther, który pozostał ministrem spraw zagranicznych do 1945, ale stracił swobodę samodzielnego podejmowania decyzji jako minister. Kolejnym przegranym była Partia Prawicy i jej lider Gösta Bagge. Chęć partii do aktywnej pomocy Finlandii przez elastyczną politykę wobec Niemiec zakończyła się wraz ze zgodą na transport 163 Dywizji. Kilka tygodni później, kiedy Niemcy i Finlandia chciały przetransportować jeszcze jedną dywizję przez terytorium Szwecji, rząd Szwecji bez wahania odmówił, powołując się na zapis o jednorazowym ustępstwie. Wówczas nawet Gösta Bagge stwierdził, że w sytuacji, gdy inni okazali swój sprzeciw, on nie miał powodów, by zająć inne stanowisko. Szwedzka Socjaldemokratyczna Partia Robotnicza, która głosując przeciw zgodzie na tranzyt była o krok od politycznego samobójstwa, dzięki taktyce Pera Albina Hanssona i udzieleniu przez rząd zgody, zyskała najwięcej. Jako partia rządząca w czasie II wojny światowej, dla narodu stała się symbolem bezpieczeństwa i niezawisłości kraju, a jej rządy trwały nieprzerwanie do 1976.

## Komentarze
Jedną z najbardziej komentowanych kwestii stała się po wojnie rzekoma groźba abdykacji, którą król miał zapowiedzieć na spotkaniu z Perem Albinem Hanssonem i Christianem Güntherem 22 czerwca. Gustaw V zapytany o tę kwestię zaprzeczył, aby kiedykolwiek zagroził abdykacją, nawet jeżeli zostało to w ten sposób zrozumiane. Per Albin Hansson w swoich pamiętnikach później pisał jedynie, że król „nie chciał przez odmowę Niemcom ryzykować konfliktu”. Prawdopodobnie Per Albin Hansson już przed tym spotkaniem był zdecydowany zgodzić się na żądania Niemców, a słowa króla przedstawił jako groźbę abdykacji po to, by wywrzeć presję na swoich partyjnych kolegów.
Historyk Alf W. Johansson pisał, że decyzją o wydaniu zgody na tranzyt Szwecja jednocześnie utraciła i odzyskała neutralność. Pozycja polityczno-militarna kraju poprawiła się drastycznie z dnia na dzień. Według Johanssona najważniejszym rezultatem tej decyzji było zdefiniowanie po raz pierwszy politycznego stosunku wobec hitlerowskich Niemiec. Również Jan Linder twierdzi, że działania szwedzkiego rządu w czasie kryzysu przyczyniły się do odzyskania neutralności przez Szwecję. Dodaje również, że rząd Szwecji po kryzysie przesilenia letniego nie okazywał już respektu wobec Niemców i prowadził politykę dążącą do osłabienia III Rzeszy, a w rezultacie jej porażki w II wojnie światowej.
Carl-Gustaf Scott na łamach Journal of Contemporary History twierdzi, że latem 1941 nie było żadnego politycznego ani konstytucjonalnego kryzysu, a to określenie zostało wykreowane w późniejszym czasie, by chronić polityczne dziedzictwo socjaldemokratów i ich lidera Pera Albina Hanssona.